# Umrathshausen
Umrathshausen ist ein Gemeindeteil der Gemeinde Frasdorf im oberbayrischen Landkreis Rosenheim. Bis 1978 war der Ort Sitz einer selbstständigen Gemeinde.

## Geographie
Der Ort liegt zweieinhalb Kilometer östlich von Frasdorf, südlich von Prien am Chiemsee und wenige Kilometer nördlich der Gemeinde Aschau im Chiemgau.
Unmittelbar südlich verläuft die Bundesautobahn 8 mit den nächsten Abfahrten in Frasdorf und Bernau. An der den Ort östlich tangierenden Chiemgaubahn liegt der Bedarfshaltepunkt Umrathshausen Ort nahe der Siedlung. Die Bedienung des Haltepunkts Umrathshausen Bahnhof beim Weiler Giebing endete zum Fahrplanwechsel im Dezember 2016.

## Geschichte
Umrathshausen wird erstmals 952 als Hunprethashusa urkundlich erwähnt.  Die erste urkundliche Erwähnung der örtlichen Kirche, die damals dem Hl. Ulrich geweiht war, geht auf das Jahr 1365 zurück. Der Bau des jetzigen Gotteshauses erfolgte um 1470. Nach mehreren Bränden sowie dem Einsturz des Turmes, erhielt die Kirche erst um 1900 ihr heutiges Aussehen. Lange Zeit blühte hier eine Wallfahrt „Zum Hl. Blut“.
Umrathshausen wurde im Zuge der Verwaltungsreformen in Bayern 1818 eine selbständige politische Gemeinde. Sie umfasste neben dem Hauptort Umrathshausen folgende Orte:
- Dösdorf
- Grünwald, seit 1. Mai 1978 bei Aschau im Chiemgau
- Höhenberg, seit 1. Mai 1978 bei Aschau im Chiemgau
- Leitenberg
- Pfaffing
- Seehaus, seit 1. Mai 1978 bei Aschau im Chiemgau
- Spöck, seit 1. Mai 1978 bei Aschau im Chiemgau
- Unterprienmühle
- Weiher, seit 1. Mai 1978 bei Aschau im Chiemgau
- Wilhelming

Am 1. Mai 1978 erfolgte im Zuge der Gemeindegebietsreform die Eingliederung des südlichen Teils der früheren Gemeinde Umrathshausen in die Gemeinde Aschau im Chiemgau. Umrathshausen und die nördlichen Teilorte kamen zur Gemeinde Frasdorf.

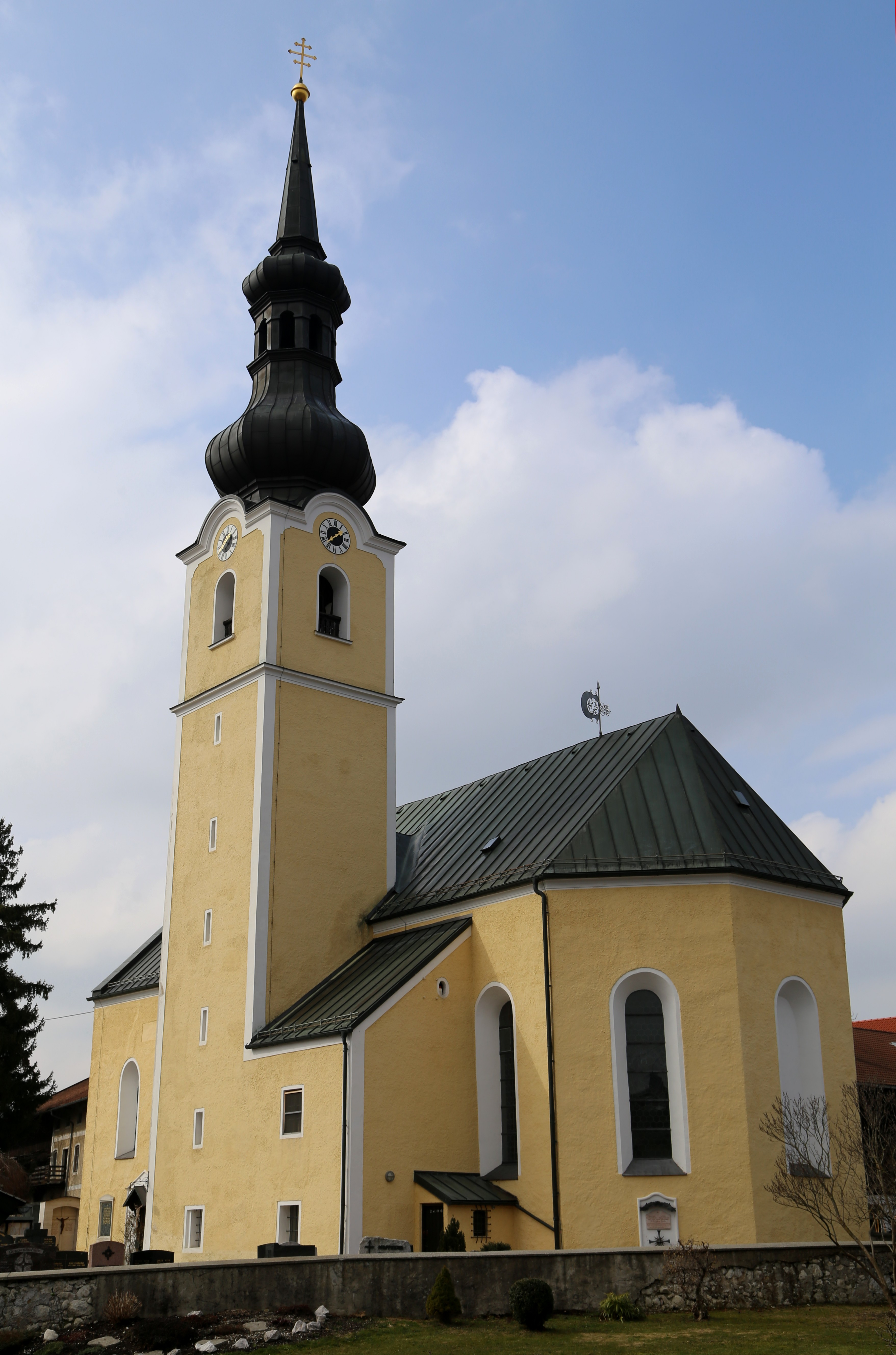
Hl. Blut Umrathshausen

## Bau- und Bodendenkmäler
Unter Denkmalschutz steht die katholische Filialkirche Heilig Blut von 1472 nebst Friedhofskapelle und -mauer (jeweils jüngeren Datums), das Gasthaus Goldener Pflug von 1845 in der Humprehtstraße 1, das Bauernhaus Im Moosweg 2 mit Kniestock aus der Zeit um 1900 sowie eine um 1670 erbaute Feldkapelle am westlichen Ortsrand, ein Feldkreuz und ein Grenzstein.

## Wappen
Über goldenem Dreiberg gespalten; vorne in Rot ein goldener Kelch, hinten in Silber eine schwebende senkrechte rote Raute.